# 네바다 준주
네바다 준주(Nevada Territory)는 1861년 3월 2일부터 미국의 36번째 주인 네바다주로 승격이 인정된 1864년 10월 31일까지 존재한 미국의 자치적인 영토, 즉 준주이다.

## 개요
네바다 준주가 되기 전에는 서부 유타 준주의 일부였으며, 원주민인 와슈 족을 따서 ‘와슈’라고 불렀다. 네바다에는 은이라는 자원이 있고 그것을 개발하기 위해 오는 개척민들로 인구가 계속 증가하고 있었지만, 주 승격을 충족시킬만한 인구는 되지 않았지만, 미합중국이 은을 필요로 했으며, 일반적으로 시민들은 반노예제의 경향을 가지고 있었기 때문에, 인구 문제를 파악하고 주 승격을 진행했다.
네바다는 1866년에 현재 영역의 대다수가 확정되었다. 이때 주 동부(예 링컨 카운티)와 남부의 선단부가 각각 유타 준주와 애리조나 준주로 이관되었다.
캘리포니아주와 네바다주 경계선의 정확한 위치는 타호 호수와 북위 35도선이 콜로라도강이 만나는 지점 사이이지만, 논란이 많아 20세기 들어서도 측량이 반복되고 있었다. 1866년 5월 5일, 의회는 애리조나 준주 파유토 군을 포함하여 콜로라도 강에서 서쪽 지역을 네바다로 이관시켰다. 이 남부의 선단부는 클라크 카운티로 개명하여 현재는 라스베가스가 되었다.
준주의 주도는 임시 주도 제노아에서 카슨 시티로 옮겨졌다. 중간에 준주 주지사인 아이작 루프를 이은 제임스 워렌 나이(James Warren Nye)가 초대이자, 유일한 준주 주지사가 되었다. 준주 서기관은 새뮤얼 클레멘스(마크 트웨인)의 형인 오리온 클레멘스였다.

## 같이 보기
- 네바다 주 설립 이전의 역사